# 北安多功能政府大樓
氹仔北安O1地段多功能政府大樓（簡稱：北安多功能政府大樓，葡萄牙語：Lote O1 dos Aterros de Pac On, Edifício Multifuncional do Governo, Taipa, Macau），是一座澳門特別行政區政府擁有的多功能政府辦公大樓，位於澳門氹仔北安填海區O1地段、北安大馬路與永福街交界，地段面積4,400平方米，建樓宇之土地面積約為3,500平方米。計劃興建一幢集辦公室、工場、倉庫及停車場等用途的多功能政府大樓，大樓樓高約50米，地面層至2樓主要是工場及辦公室，3、4樓為停車場，5樓及以上樓層為倉庫，可提供約25,000平方米的倉儲空間，以舒緩政府部門對倉儲的需求。該大樓造價超過2.9億、設有25,000平方米倉儲及辦公空間，估計每年最少可節省2,100萬元租金開支。

## 沿革

### 規劃
2015年3月23日，澳門特區政府刊登首批五幅閒置土地宣告批給失效，當中包括本大樓興建前的土地，於80年代未至90年代期間批出，全部為工業用地。
2015年4月8日，澳門特區政府正式公佈3幅閒置土地批給失效，包括青洲河邊馬路及鄰近九澳高頂馬路，另一幅即本大樓興建前O1的地段，分別於1988年至1996年陸續批出，該土地原本興建面積7,000平方米的製造地磚和瓷磚的工廠大廈。
2016年4月中旬，城市規劃委員會公佈25份規劃條件圖，當中包括本地段的規劃條件圖，並於該年度第四次全體會議中進行討論。

### 興建
2016年6月30日，相關工程的設計連建造工程完成開標，共有15間公司遞交標書。建設發展辦公室表示，大樓落成後可提供大面積倉儲空間，預計最長施工期為 450天，可提供約450個就業職位。
2018年6月下旬，本大樓當時預計7月完工，有望減少政府對外租賃私人物業的公帑支出。據工程標書內容指原於5月竣工，內部機電工程及基本裝修接近完工階段，預計7月全部及驗收。
2019年1月30日，社會文化司司長譚俊榮出席立法會口頭質詢大會時表示，位於北安O1地段的政府工程於2016年12月動工，2018年7月竣工，經結算後工程金額約為二億9,100萬元，大樓共有2.5萬平方米的倉儲空間及辦公場地，待投入使用後，政府估計每年可節省2,100萬元租用私人場地，節省的金額尚不包括首次有倉儲需要的租金。

### 啟用
2019年5月9日，印務局正式由澳門半島風順堂區官印局街的印務局大樓正式遷往本大樓辦公。
2020年4月27日，在澳門立法會全體會議上，有議員關注到政府部門租賃私人物業開支狀況，財政局局長容光亮表示，本大樓將短期內可供部門遷入使用。
2020年6月8日，文化局中央書庫完成搬遷並遷入該大樓倉庫，取代位於澳門半島一工業大廈內的中央書庫。

## 大樓內政府機構

### 印務局
2019年5月8日，印務局正式遷往本大樓地面層至2樓辦公。

### 中央書庫
2019年11月，文化局宣佈為優化及整合文化局公共圖書館書庫之存放空間，原位處澳門提督馬路通利工業大廈的中央書庫，將搬遷至位處氹仔北安O1 地段的多功能政府大樓。因應搬遷工作，中央書庫內提供之圖書影音資料的預約服務，將於11月11日（星期一）起暫停，直至搬遷工作完成，服務之重新開放日期將另行通知。各公共圖書館內之圖書影音資料的預約調閱服務則維持不變。
2020年6月8日，文化局中央書庫完成搬遷，同時恢復相關圖書及影音資料預約調閱服務，市民可於圖書館網站或手機應用程式進行預約，到選定的取書地點借取圖書資料。新址面積約1500平方米，現存藏書量約35萬冊/件，預計最大藏書量可達45萬冊/件。

## 政府歷史檔案大樓
2020年11月25日，政府宣佈於本大樓附近興建一座文件倉庫大樓，設計連建造工程公開招標，工程將於2021年1月27日截標，總設計連施工期為700工作天。項目位於屬政府已收回土地的氹仔北安信安馬路及興隆街交界的 O4地段，面積約 4,366平方米。計劃興建的大樓樓高 13層，總建築面積約 4.5萬平方米，主要以倉庫用途為主，地面層設貨車上落貨區及裝卸平台，地庫一層為停車場。
2021年1月28日，北安O4地段文件倉庫大樓設計連建造工程於建設發展辦公室進行公開開標，共收到17份標書。經開標程序後，有1份標書放棄競投，1份標書不被接納，其餘15份獲接納。工程造價介乎澳門幣2億9千4百多萬至澳門幣4億2千多萬，工期由615工作天至670工作天。
2023年9月4日，O4地段文件倉庫大樓竣工並通過驗收，並正式命名為政府歷史檔案大樓，工程造價為3.3億澳門元，主要以儲存檔案用途為主，地面層設貨車上落貨區及裝卸平臺，地庫一層為停車場。由新基業工程有限公司／上海建工集團（澳門）有限公司合作經營興建，項目的工料測量服務為凱諦思澳門有限公司，監察由栢傑工程顧問有限公司負責。
2024年12月12日，位於氹仔北安信安馬路及興隆街交界之O4a及O4b地段的政府歷史檔案大樓正式揭牌。大樓作為澳門重要的文化建設項目之一，將為澳門特別行政區檔案資源的典藏及管理提供充足、適切的空間。總建築面積逾5.5萬平方米，總實用面積超過4萬平方米，分為地上13層、地下1層，設有檔案接收、收集、整理、修復等空間，將更有助於統一保存及保護澳門寶貴的檔案資源。

## 司法訴訟

### 聲請人不滿收地提上訴
2015年11月，該地段聲請人中來(澳門)投資有限公司就O1地段收回提起司法上訴，中級法院合議庭駁回有關司法上訴，至於針對運輸工務司司長命令聲請人騰空相關土地的行為提起的撤銷性司法上訴的實體問題目前仍在審理中。

### 撤銷性司法上訴被駁回
2019年12月3日，終審法院辦公室公佈五宗批地失效上訴被判回，根據判決內容指：

“第一宗案件(第825/2015號案)所涉及的是氹仔島北安大馬路與永福街交界，一幅面積4392平方米，稱為「O1」地段的土地，承批人為中來（澳門）投資有限公司。土地租賃的有效期為25年，土地利用期為24個月。行政長官於2015年3月23日作出批示，以承批人未有在批給合同訂定的期限內履行利用土地的義務為由，宣告土地批給失效。2015年5月29日，運輸工務司司長作出批示，命令承批人清空相關土地。...上述五宗案件的承批人分別向中級法院提起撤銷性司法上訴，中級法院裁定五宗司法上訴均敗訴。”

### 上訴至終審法院維持原判
2020年10月14日及30日，終審法院就三宗涉及行政長官宣告土地批給失效的案件作出了裁判。據第131/2020號案的合議庭裁判內容指：

“第三宗案件(第131/2020號案)所涉及的是位於氹仔島北安大馬路與永福街交界，一幅面積為4392平方米，稱為O1地段的土地，承批人為中來(澳門)投資有限公司。上述土地的利用期限至2001年1月18日屆滿。行政長官於2015年3月23日作出批示，以可歸責於承批人的原因不按合同訂定的條件利用土地為由，宣告土地批給失效。...經審理，終審法院裁定上述三宗案件的上訴均敗訴。”

## 爭議

### 開創先舉 公地條件圖只介紹不討論
2016年4月20日城規會會議上介紹包括O1地段的規劃條件圖草案，但主席兼運輸工務司司長羅立文表示，日後任何公共工程的規劃條件圖草案交城規會，只介紹、不討論，即委員會不可反對，異於一般私人、承批人的條件圖討論，另行一套。羅立文續說，除這五個項目申請外，日後政府任何公共工程申請規劃條件圖也會是這樣的處理程序，委員可提個人意見或要求說明，但委員會不能就此有結論通過或不通過，有關做法與城規會處理其他規劃條件圖做法有異，惟法律並無訂明城規會可有兩套討論條件圖的規則，暫未知此舉有否違反或繞過城規法等相關規定。

### 印務局舊大樓完全閒置
2019年5月，印務局正式遷離舊印務局大樓，澳門立法會第六屆直選議員吳國昌提出書面質詢，指舊印務局大樓已完全閒置，亦未見當局有重用大樓的計劃，有當區居民質疑政府可能又再一次長期閒置政府物業，浪費公共資源。亦有市民建議政府主要官員以身作則，不要長期以公帑高價租用辦公室，而應主動遷進舊印務局大樓辦公。他質詢當局，官印局街的舊印務局大樓是否在今年五月下旬被完全閒置？有沒有具體的及時重新使用計劃？現時作為特區主要官員的經濟財政司司長和運輸工務司司長是否長期租用市中心物業作辦公室？可否透露耗用多少公帑付租金？經濟財政司司長和運輸工務司司長可否以身作則，及早把辦公室遷進接近政府總部的舊印務局大樓，體現有效運用政府物業遏止浪費公帑的決心？
2021年2月1日，政府總部事務局正式運作，位於澳門半島擺華巷 5 號的原印務局大樓正式更名為政府總部事務局大樓，原政府總部輔助部門遷往該局運作。

## 事件

### 臨時開放停車位
2018年9月15日下午3時至9月18日中午12時，因應地球物理暨氣象局預測超強颱風山竹正面吹襲澳門，交通事務局宣佈臨時開放三個停車場，其中包括位於本大樓3樓及4樓的停車場，提供155個私家車泊車位及78個電單車泊車位，用作提供市民車輛臨時停泊的避風中心。

### 工業意外
據司法警察局消息，2021年9月15日上午約11時半，位於氹仔北安01地段一大樓單位的一名職員與承建商前往該單位內進行報價程序時，在10樓的管線間發現死者倒臥地上，故通知大樓保安到場後便立刻報警求助。死者年約52歲，男性，中國內地籍僱員；司警經初步調查，懷疑於工作期間因工作地點空氣不流通，非常悶焗而不適暈倒，導致失救死亡。又指死因有待法醫檢驗進一步確定，案件交由相關調查科跟進。勞工事務局發出新聞稿，表示對事件高度關注，並對死者家屬致以最深切的慰問。又指，局方接獲通報後已立即派員前往事發地點了解及跟進。

## 鄰近地點
- 氹仔客運碼頭
- 輕軌氹仔碼頭站
- 澳門垃圾焚化中心

## 外部連結
公共建設局-北安O1地段多功能政府大樓設計連建造工程 （页面存档备份，存于）